# Camaxilo
Camaxilo é uma vila e comuna angolana que se localiza na província da Lunda Norte, pertencente ao município de Caungula.